# Thionne
Thionne – miejscowość i gmina we Francji, w regionie Owernia-Rodan-Alpy, w departamencie Allier.

## Demografia
Według danych na rok 1990 gminę zamieszkiwało 337 osób, a gęstość zaludnienia wynosiła 13 osób/km². W styczniu 2015 r. Thionne zamieszkiwało 335 osób, przy gęstości zaludnienia wynoszącej 12,9 osób/km².